# Экспоцентр

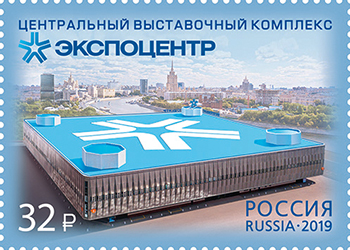
Павильон и комбинированный товарный знак выставочного комплекса «Экспоцентр» на почтовой марке России 2019 года

Центральный выставочный комплекс «Экспоцентр» — площадка для проведения выставок в Москве. 
Располагался на Краснопресненской набережной, 14. 
Управлялся компанией «Экспоцентр».
В 2024 году здание было передано для размещения нового учреждения под названием Национальный центр «Россия» (ранее выставка-форум "Россия" на ВДНХ). 

## История
ЦВК «Экспоцентр» является преемником Управления международных и иностранных выставок в СССР.
С 1959 года «Экспоцентр» проводил выставки в парке «Сокольники». В парке проходили выставки промышленной продукции США, Болгарии, Венгрии, Польши, Румынии, Чехословакии и др.
Крупнейшими проведёнными выставками в 1960-е — 1980-е годы были: «Химия», «Связь», «Лесдревмаш», «Электро», «Нефтегаз», «Инлегмаш».
В целях расширения выставки её местоположение в 1970-е годы было перенесено в район Красной Пресни, в эти годы здесь были построены новые современные павильоны. Первой выставкой на новом месте была выставка «Деревообработка». 
В 1970-е — 1980-е годы на территории выставки построены павильоны № 1, 2, 3, павильон «Форум» (архитекторы М. В. Посохин, Б. И. Тхор, Л. Г. Котова, Р. И. Семерджиев, Л. С. Арнаускас, Н. Е. Шретер). 
В 2000-е годы — павильон № 7.
В 1989 году в «Экспоцентр» из Торгово-промышленной палаты СССР были переведены сотрудники Управления советских выставок за границей, которые продолжали организовывать и проводить советские, а позже - российские выставки за рубежом.
Центральный выставочный комплекс имел своё собрание произведений живописи и графики, включающее работы русских пейзажистов конца XIX века, членов Товарищества передвижных художественных выставок. В собрании хранились работы И. И. Шишкина, А. К. Саврасова, И. И. Левитана, В. Д. Поленова и др. 22 апреля 2013 года коллекция была передана в дар Московскому государственному университету.
«Экспоцентр» — участник Всемирной ассоциации выставочной индустрии (UFI, 1975), в 2005 году он принимал 72-й Конгресс этой организации.

## Современность

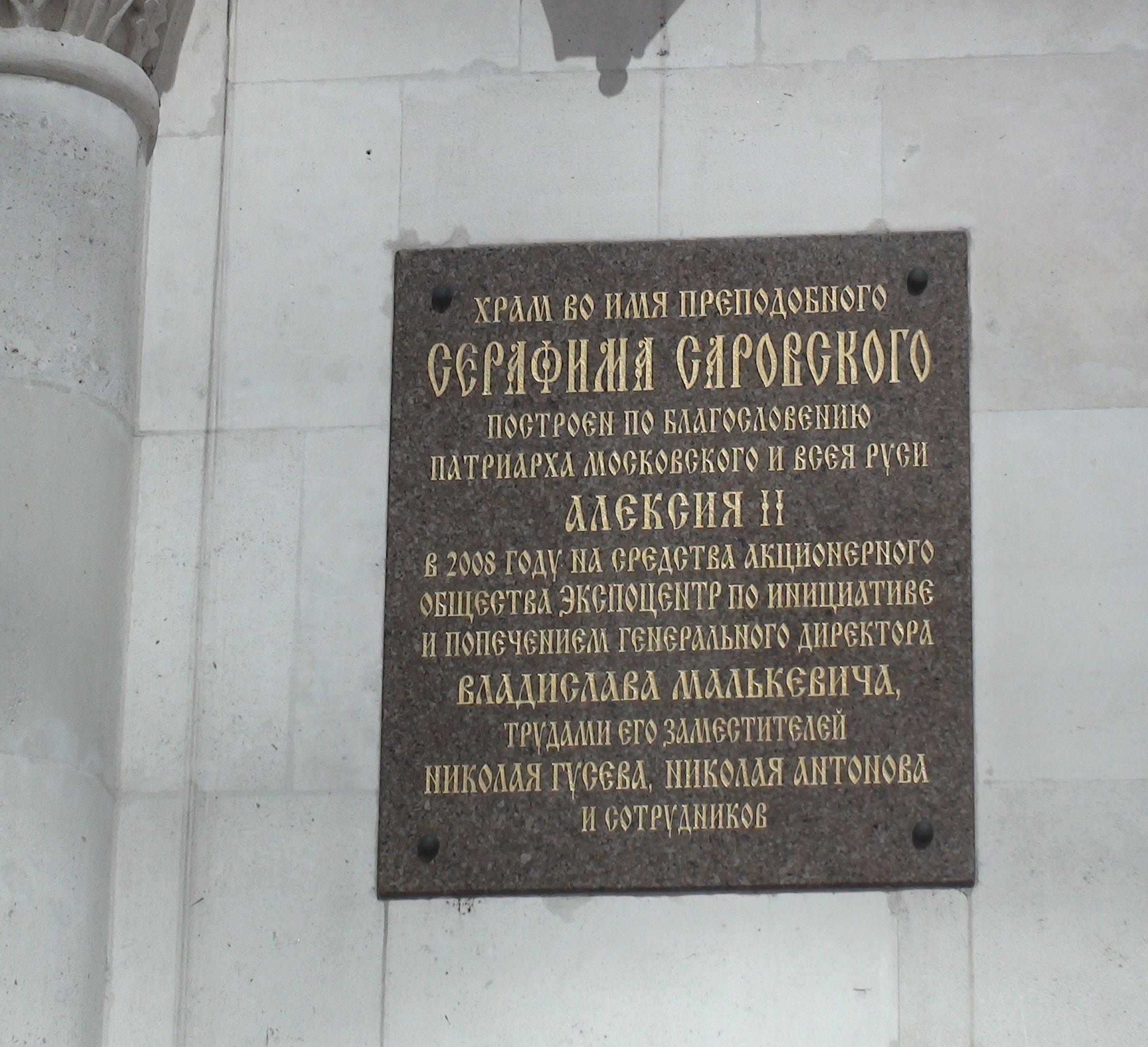
Храм Серафима Саровского рядом с «Экспоцентром»

В ЦВК проводились выставки «Связь», «Химия», «Здравоохранение», «Продэкспо», «Мебель», «Лесдревмаш», «Металлообработка», «Агропродмаш», «Электро», «Инлегмаш», «Мир стекла», «Навитех», «Нефтегаз», «Мир детства», «Обувь. Мир кожи», «Реклама», «Фотоника. Мир лазеров и оптики», «Интерлакокраска», «CJF—Детская мода», «Здоровый образ жизни», «Шины, РТИ и каучуки».

За год выставочный комплекс посещали до 2 млн человек. 
Общая площадь ЦВК составляла около 250 тыс. м², выставочная площадь — 165 тыс. м², включающая 9 выставочных павильонов и 32 зала для проведения конгрессов и конференций. Выставочный комплекс имел три входа: северный, южный и западный.
Рядом с выставочным комплексом находилась станция метро «Деловой центр».
АО «ЭКСПОЦЕНТР» прекращает проводить выставки на территории ЦВК ЭКСПОЦЕНТР в связи с ее реконструкцией и строительством на месте выставочного комплекса национального центра «Россия». 
АО «ЭКСПОЦЕНТР» продолжит свою деятельность в качестве организатора выставок. Мероприятия будут проходить на территории других выставочных комплексов города Москвы.
Генеральный директор АО «Экспоцентр» — Фатеев Максим Альбертович.
Новый адрес АО «ЭКСПОЦЕНТР»: 107113, г. Москва, вн. тер. г. муниципальный округ Сокольники, ул. Сокольнический Вал, д.1А

## Фотогалерея

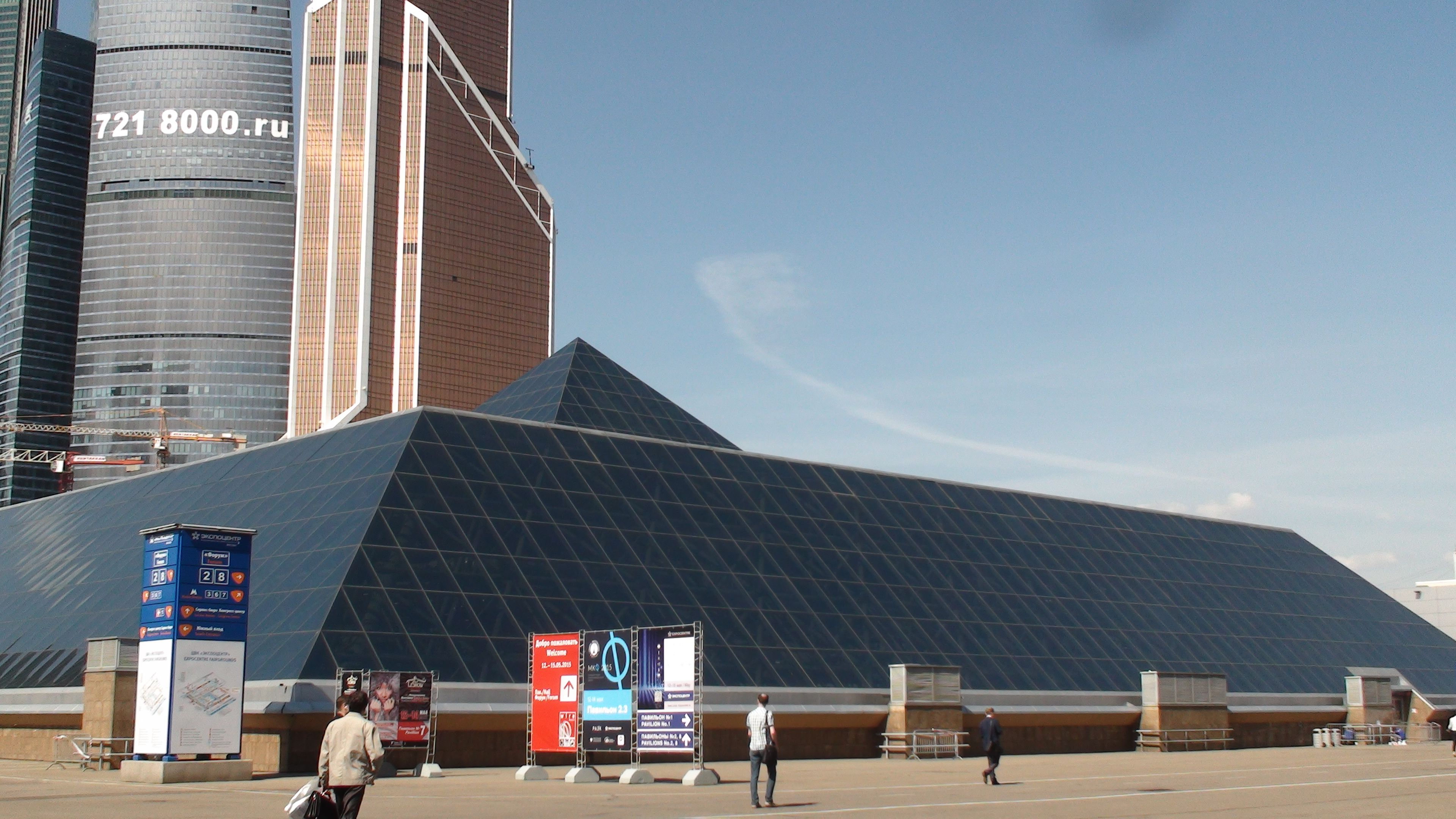
Павильон «Форум» Экспоцентра
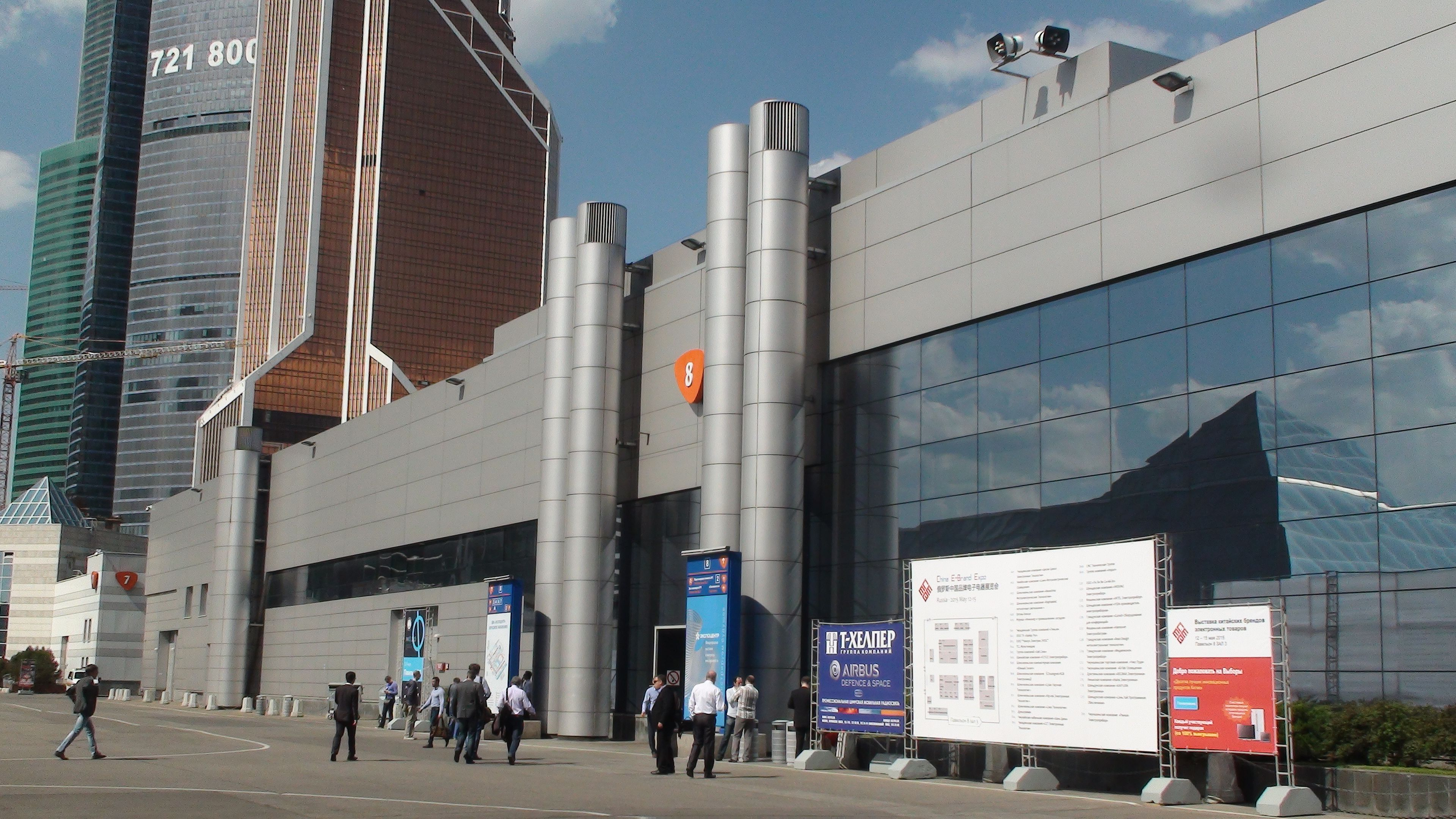
Павильон № 8 Экспоцентра
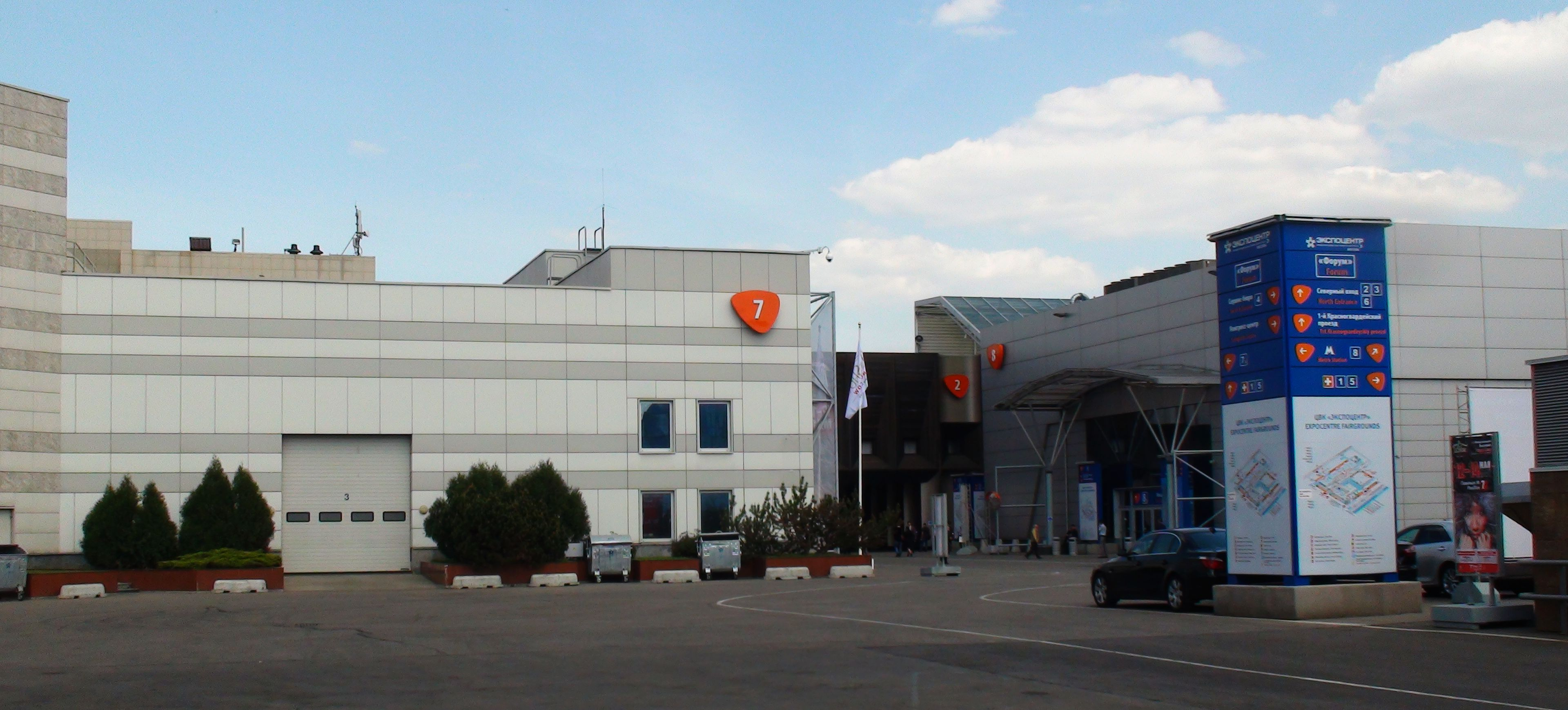
Павильоны № 2, 3, 7 Экспоцентра
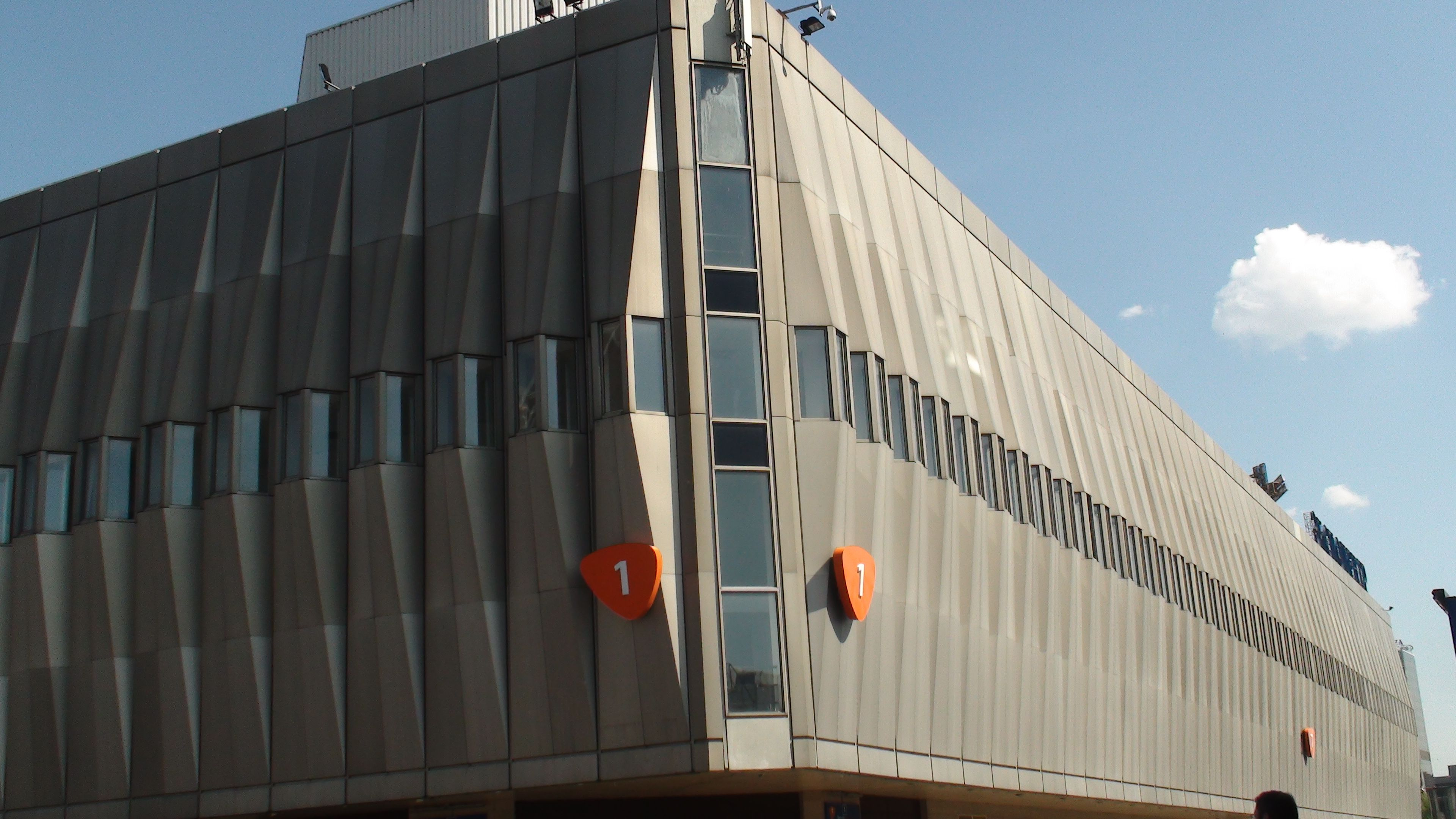
Павильон № 1 Экспоцентра
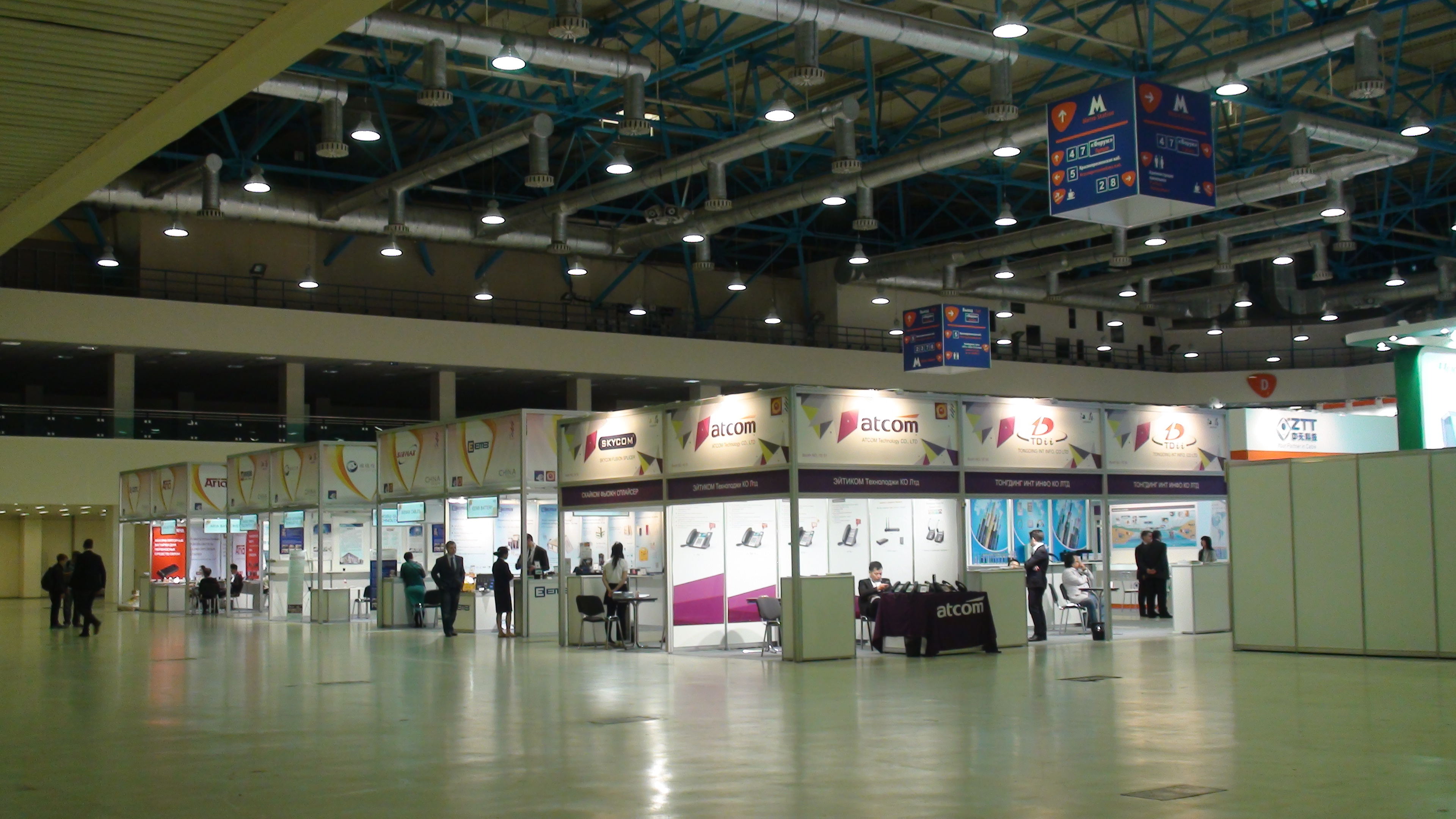
В павильоне № 1 Экспоцентра
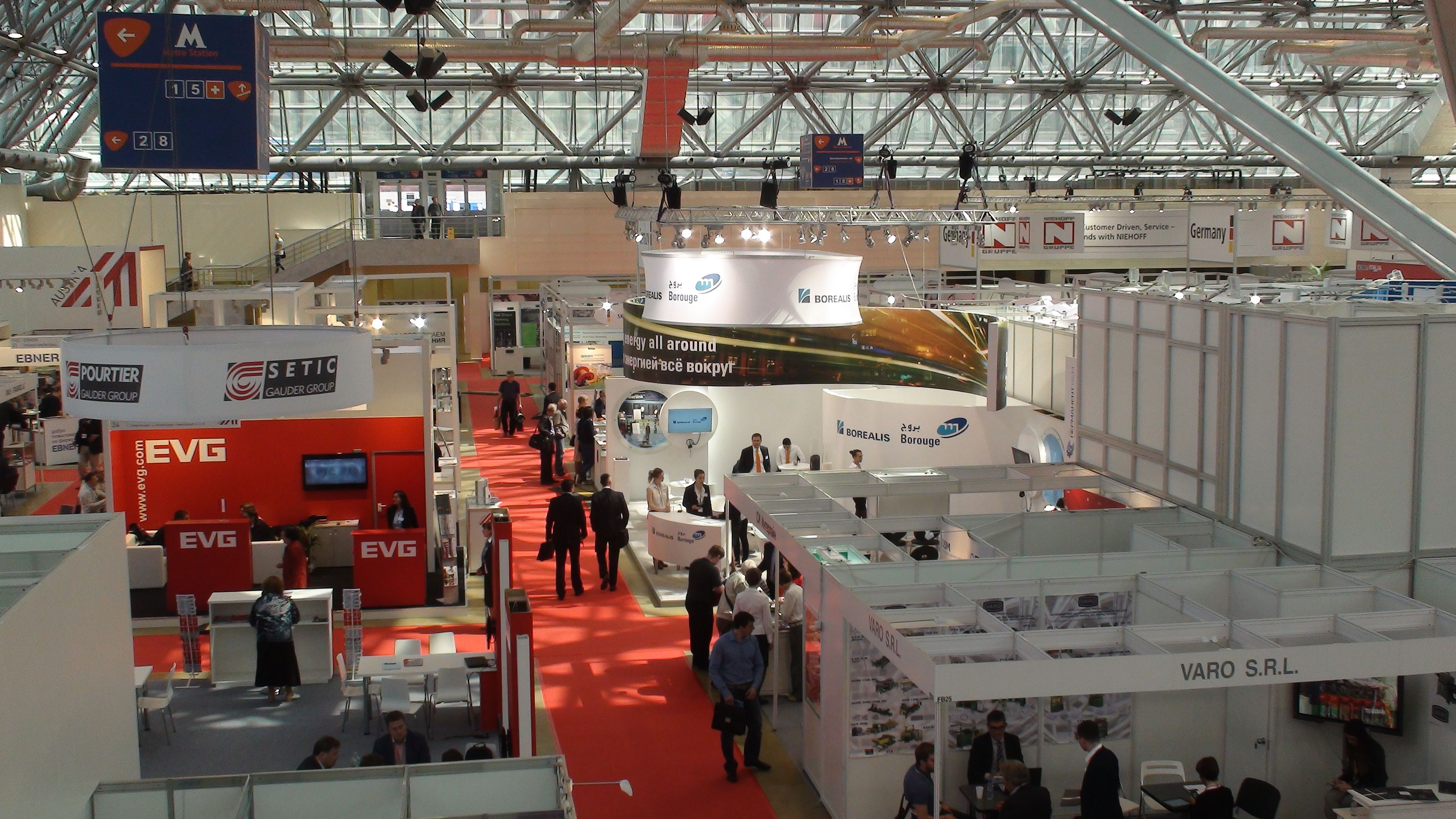
В павильоне «Форум» Экспоцентра